# John O’Callaghan
John O’Callaghan (* 29. April 1982 in Navan) ist ein irischer Trance-DJ und Musikproduzent. Er ist auch bekannt unter den Pseudonymen Joint Operations Centre und Henrik Zuberstein.

## Biographie
John O’Callaghan begann seine Karriere im Jahr 2003. Nachdem er bereits mehrere Singles veröffentlichte, brachte er 2007 sein Debütalbum Something To Live For heraus. Seine bekannteste Single ist Big Sky, ein Vocal-Trance-Stück, das er 2007 zusammen mit der Sängerin Audrey Gallagher produzierte. Der zugehörige Remix von Agnelli & Nelson wurde 2007 in Armin van Buurens Radiosendung A State Of Trance auch zum Tune Of The Year gewählt.

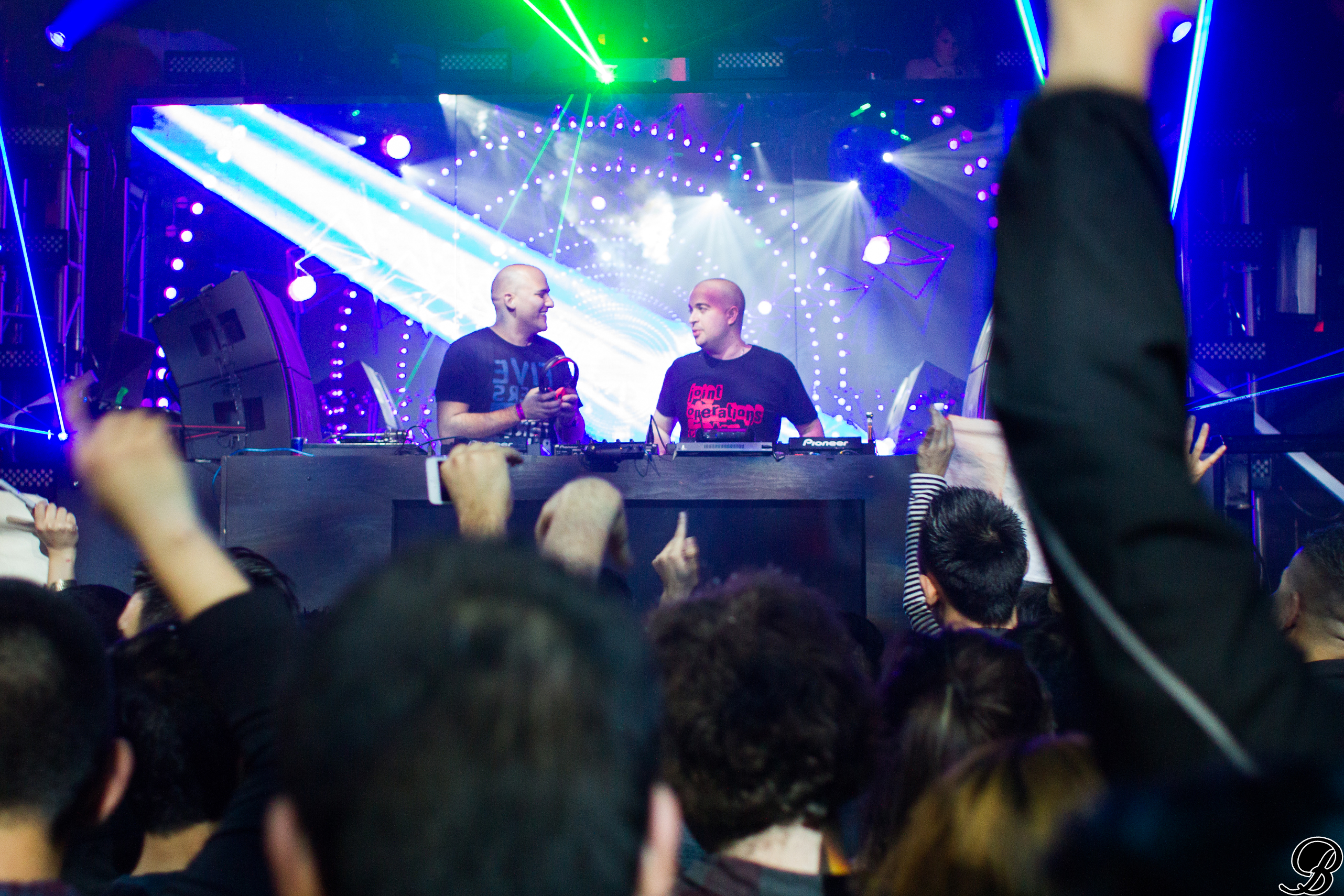
Aly & Fila b2b John O’Callaghan

Seit 2007 hat O’Callaghan auf dem Internet-Sender Digitally Imported eine wöchentliche Radiosendung namens Subculture. Im Jahr 2010 gründete er ein gleichnamiges Musiklabel als Sublabel von Armada Music. Seine erste Produktion auf dem eigenen Label war Striker. Zu den Künstlern, die bereits Produktionen auf dem Label Subculture veröffentlicht haben, gehören Bryan Kearney, Will Atkinson, The Noble Six und John Askew, sowie auch O’Callaghan selbst, nicht zuletzt unter seinen Techno-fokussierten Pseudonymen Joint Operations Centre und Henrik Zuberstein.
Bei den Irish Dance Music Awards 2008 gewann er die Auszeichnungen „Best Producer“ und „Best DJ“. Im selben Jahr konnte er als erster Ire auch an einer Trance Energy in Holland auflegen. 2009 kam O’Callaghan in der Wahl der Top 100 DJs von DJ Mag auf Platz 24. 2009 erfolgte mit dem Track Megalithic die erste Zusammenarbeit mit Aly & Fila. 2012 erfolgte mit Vapourize eine weitere. Es folgten mehrere B2B-Sets mit Aly & Fila.
John O’Callaghan ist weiterhin regelmäßig auf Festivals wie der Luminosity vertreten.

## Diskografie

### Alben
- 2007: Something To Live For (Discover)
- 2009: Never Fade Away (Armada Music)
- 2011: Unfold (Armada Music)
- 2015: Armada Collected (Armada Music)

### Singles
- 2005: Stormy Clouds
- 2007: Big Sky (feat. Audrey Gallagher)
- 2007: Dream On / Acid Rain / Pyramid
- 2008: Shortwave / Bass Thing (als Joint Operations Centre)
- 2009: Find Yourself (feat. Sarah Howells)
- 2009: Our Dimension (mit Giuseppe Ottaviani)
- 2009: Surreal (mit Jaren)
- 2009: Never Fade Away (feat. Lo-Fi Sugar)
- 2009: Megalithic (vs. Aly & Fila)
- 2010: Striker
- 2010: Rhea (vs. Neptune Project)
- 2010: Botnik
- 2010: Desert Orchid
- 2011: Bring Back the Sun (mit Audrey Gallagher)
- 2011: Save This Moment (mit Betsie Larkin)
- 2011: Talk to Me (mit Timmy & Tommy)
- 2011: Ride the Wave (mit Giuseppe Ottaviani)
- 2011: The Bailout
- 2011: The Dream (mit Betsie Larkin)
- 2012: Las Lilas
- 2012: Mess of a Machine (mit Kathryn Gallagher)
- 2012: Vapourize (vs. Aly & Fila)
- 2013: I’ll Follow (feat. Ria)
- 2013: Sincerely Jors (mit Ronski Speed)
- 2013: Breathe (mit Full Tilt feat. Karen Kelly)
- 2013: Adagio for Wings (vs. Sied van Riel)
- 2014: One Special Particle
- 2015: Henrik Zuberstein - Elicit Response [Subculture]
- 2015: John O’Callaghan - Meridian Bay [Subculture]
- 2015: Joint Operations Centre - Hunter [Subculture]
- 2015: John O’Callaghan - Adelphos [Subculture]
- 2016: Joint Operations Centre - Goodnight Irene [Kearnage]
- 2016: John O’Callaghan & Clare Stagg - Lies Cost Nothing [Subculture]
- 2016: Joint Operations Centre - Dexathol [Subculture]
- 2016: Joint Operations Centre - Plexatron [Subculture]

### Remixe (Auswahl)
- 2004: Agnelli & Nelson – Shivver
- 2006: Ronski Speed – The Space We Are
- 2007: Filo & Peri feat. Eric Lumiere – Anthem
- 2007: Talla 2XLC feat. Naama Hillman – No Inbetween
- 2008: Armin van Buuren feat Susana – If You Should Go
- 2009: Armin van Buuren feat. Audrey Gallagher – Hold On to Me
- 2010: Jon O’Bir feat. Fisher – Found A Way (Joint Operations Centre Remix)
- 2010: Armin van Buuren – Full Focus (Joint Operations Centre Remix)
- 2010: Lustral – I Feel You
- 2010: Cosmic Gate – Melt to the Ocean
- 2011: Gareth Emery – Too Dark Tonight
- 2012: Gareth Emery feat. Christina Novelli – Concrete Angel
- 2012: Sean Tyas feat. David Berkeley – Take My Hand
- 2012: Solarstone & Giuseppe Ottaviani – Falcons
- 2012: Armin van Buuren feat. Ana Criado – I’ll Listen
- 2012: The Thrillseekers feat. Stine Grove – Everything
- 2012: Emma Hewitt – Foolish Boy